# Marlborough (Missouri)
Marlborough – wieś w Stanach Zjednoczonych, w stanie Missouri, w hrabstwie St. Louis.